# Thai PBS
Thai PBS, Thai Public Broadcasting Service (Thai: องค์การกระจายเสียงและแพร่ภาพสาธารณะแห่งประเทศไทย) er en offentlig radio- og tv-tjeneste med nyhedsdækning i Thailand. Det blev etableret ved Thai Public Broadcasting Service Act, BE 2551 (2008), som trådte i kraft den 15. januar 2008. I henhold til denne lov har Thai PBS status som statsagentur og som juridisk person, men er ikke et statsligt organ eller en statsvirksomhed.
Thai PBS World er et online engelsksproget nyhedsmedie for Thai Public Broadcasting Service (Thai PBS). Det tilbyder de seneste nyheder og indsigtsfulde analyser om vigtige og mest relevante emner om Thailand og regionen. Annoncer, sponsorerede artikler, produktplaceringer og betalte samarbejder er strengt forbudt i henhold til BE 2551 (2008).
Thai PBS' nyhedsindhold, især i krisetider, har opnået anerkendelse for sin redaktionelle uafhængighed. I de årlige Reuters-rapporter om globale medieorganisationer, rangerede Thai PBS som værende blandt de mest troværdige medier i Thailand fra 2020 til 2023.

## Historie
Thai PBS opstod, da medieselskabet iTV i februar 2007 nægtede at betale 97,7 milliarder baht i kompensation for kontraktovertrædelser af programindhold, foruden 2,2 milliarder baht i ubetalte koncessionsgebyrer. Den 7. marts besluttede regeringen efter 2006-militærkuppet at tilbagekalde koncessionen. Stationen blev senere omdøbt til Thailand Independent Television, TITV, for i januar 2008 at blive omdannet til Thai Public Broadcasting Service (Thai PBS) i henhold til Lov om Offentlig Radio- og Tv.